# Поліція штату Іллінойс
Поліція штату Іллінойс (англ. California Highway Patrol) — правоохоронний орган американського штату Іллінойс. Вона була заснована в 1922 році після того, як Генеральна асамблея Іллінойсу доручила Департаменту громадських робіт та будівель найняти необхідну кількість офіцерів Патрульної поліції штату для охорони Закону про транспортні засоби.

## Уніформа
Офіцери Поліції штату Іллінойс носять світло-коричневі сорочки, темно-зелені штани з чорною стрічкою з кожного боку, коричневий капелюх із чорною стрічкою, чорну краватку та ремінь з необхідним обладнанням та зброєю. Також вони можуть носити піджак такого ж кольору, як і штани. До зимової уніформи належить коричнева куртка. Значок має вигляд шестикутної зірки, на якій написані звання поліцейського, номер значка та напис «Illinois State Police». Для поліцейських званням нижче сержанта значок сріблястого кольору, а для сержантів і вище — золотистого кольору.
Патрульні поліцейські озброєні пістолетами.

## Звання
| Звання                     | Знак |
| -------------------------- | ---- |
| Директор                   |      |
| Заступник директора        |      |
| Полковник                  |      |
| Підполковник               |      |
| Майор                      |      |
| Капітан                    |      |
| Лейтенант                  |      |
| Майстер-сержант            |      |
| Сержант                    |      |
| Старший поліцейський       |      |
| Поліцейський першого класу |      |
| Поліцейський               |      |

## Територіальні відділи
| Мапа          | Назва відділу | Місто базування |
| ------------- | ------------- | --------------- |
|               | Відділ 1      | Стерлінг        |
| Відділ 2      | Елджін        |                 |
| Відділ Чикаго | Дес-Плейнс    |                 |
| Відділ 5      | Локпорт       |                 |
| Відділ 6      | Понтіак       |                 |
| Відділ 7      | Іст-Молін     |                 |
| Відділ 8      | Метамора      |                 |
| Відділ 9      | Спрингфілд    |                 |
| Відділ 10     | Песотум       |                 |
| Відділ 11     | Коллінсвіль   |                 |
| Відділ 12     | Еффінгем      |                 |
| Відділ 13     | Ду-Квін       |                 |
| Відділ 14     | Макомб        |                 |
| Відділ 16     | Пекатоніка    |                 |
| Відділ 17     | Ласаллє       |                 |
| Відділ 18     | Літчфілд      |                 |
| Відділ 19     | Кармі         |                 |
| Відділ 20     | Піттсфілд     |                 |
| Відділ 21     | Ешкум         |                 |
| Відділ 22     | Уллін         |                 |

## Структура
- Відділ операцій — виконує функції дорожнього патрулювання та здійснює розслідування.
  - Регіональні командування
  - Команда операцій
    - Відділ зберігання доказів

  - Команда спеціальних операцій
  - Річковий патруль
  - Команда розвідки
  - Бюро комунікацій
- Відділ експертизи
  - Експертна команда
  - Команда місця злочину
- Адміністративний відділ
  - Служби підтримки
    - Бюро адміністративних послуг
    - Бюро ідентифікації
    - Бюро логістики
    - Академія поліції штату

  - Технічні служби
    - Бюро адміністрування програм
    - Бюро інформаційних послуг
    - Бюро вогнепальної зброї
- Відділ внутрішніх розслідувань — розслідує злочини скоєні офіцерами поліції штату та іншими правоохоронцями штату
  - Північна команда
  - Південна команда
  - Команда адміністративних послуг
  - Команда ідентифікації порушників

Також існує Рада поліції штату Іллінойс, яка надає дозвіл на призначення та підвищення офіцерів поліції штату, а також може надавати оцінку дисципліні, звільняти, усувати від виконання обов'язків та понижувати офіцерів. Рада складається з п'яти цивільних осіб, які призначаються губернатором за подання сенату штату на шестирічний термін. В раді не може бути одночасно більше ніж три людини з однієї політичної партії.

## Демографія
|                  | У поліції штату | У штаті Іллінойс |
| ---------------- | --------------- | ---------------- |
| Чоловіки         | 91 %            | 49 %             |
| Жінки            | 9 %             | 51 %             |
| Білі             | 80 %            | 73.5 %           |
| Афроамериканці   | 13 %            | 15.1 %           |
| Латиноамериканці | 6 %             | 12.3 %           |
| Азіати           | 1 %             | 3.4 %            |